# Yên Sơn, Bảo Yên
Yên Sơn là một xã thuộc huyện Bảo Yên, tỉnh Lào Cai, Việt Nam.
Xã Yên Sơn có diện tích 26,36 km², dân số năm 1999 là 2.017 người, mật độ dân số đạt 77 người/km².